# Garfís
El Garfís, o Montjoia, és una masia situada en el terme municipal de Moià (Moianès) inclosa en l'Inventari del Patrimoni Arquitectònic de Catalunya.
Està situada al nord del terme de Moià, a prop del límit amb l'Estany i Muntanyola. És a prop i a migdia de la Monjoia, al nord-oest de la masia de La Guantera i a l'esquerra del torrent de Garfís.
És un gran casal molt reformat, amb nucli original possiblement del segle xvi. Hi ha una finestra conopial que dona indicis d'una data força antiga. La coberta és a dues aigües. L'estructura està articulada en dos cossos perpendiculars i té el parament de pedres irregulars i fang. Hi ha molts afegits del segle xviii. Un antic estable ha estat convertit en capella de l'edifici. Actualment s'utilitza com a residència d'estiu per a nens, transformant-se l'interior per les actuals funcions.